# Synth-pop
Synth-pop (abreviação de synthesizer pop, do inglês: pop sintetizador, também chamado de technopop) é um subgênero da new wave que se tornou proeminente no final da década de 1970, pré-definido no final da década de 1960, apresentando o uso do teclado sintetizador como o instrumento musical dominante. Alcançou seu auge na década de 1980.
O uso de sintetizadores se tornou proeminente no rock progressivo, eletrônico, art rock, disco e, particularmente, no Krautrock de bandas como Kraftwerk. O synth-pop surgiu como um gênero distinto no Japão e no Reino Unido como parte do movimento new wave do final da década de 1970.
Sintetizadores musicais eletrônicos que poderiam ser usados praticamente em um estúdio de gravação tornaram-se disponíveis em meados da década de 1960, e meados da década de 1970 viu a ascensão dos músicos de arte eletrônica. Após o avanço de Gary Numan no UK Singles Chart em 1979, um grande número de artistas começou a desfrutar do sucesso com um som baseado em sintetizadores no início da década de 1980. No Japão, a Yellow Magic Orchestra introduziu a máquina de ritmo TR-808 na música popular, e a banda seria uma grande influência nos primeiros atos de synth-pop britânicos. O desenvolvimento de sintetizadores polifônicos baratos, a definição de MIDI e o uso de batidas de dança levaram a um som mais comercial e acessível para o synth-pop. Isso, sua adoção pelos atos conscientes do estilo do movimento New Romantic, juntamente com a ascensão da MTV, levou ao sucesso de um grande número de atos de synth-pop britânicos nos Estados Unidos durante a Segunda Invasão Britânica.

No entanto, o synth-pop é considerado mais semelhante a um estilo que propriamente a um gênero musical. O grupo musical alemão Kraftwerk, com o "krautrock", é considerado um dos pioneiros do estilo no ocidente. 

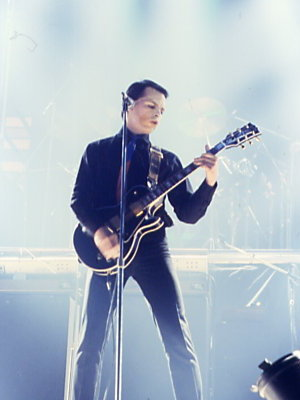
Gary Numan em 1980

synth-pop às vezes é usado de forma intercambiável com electropop, mas este também pode denotar uma variante de synth-pop que coloca mais ênfase em um som mais pesado e eletrônico. No final da década de 1980, duos como o Erasure e Pet Shop Boys adotaram um estilo que teve grande sucesso nas paradas de dance dos Estados Unidos, mas, no final da década, o sintetizador de novas ondas de bandas como A-Ha e Alphaville estava dando lugar a house music e ao techno. O interesse na new wave e no synth-pop começou a reviver nos movimentos indietronica e electroclash no final da década de 1990. Na década de 2000, o synth-pop teve um avivamento generalizado, com sucesso comercial de artistas como Phoenix, Lady Gaga, La Roux, Owl City, M83, MGMT, Cut Copy e Chvrches.

## Influência
O synth-pop ajudou a estabelecer o lugar do sintetizador como um elemento importante da música pop e do rock, influenciou diretamente os gêneros subsequentes (incluindo a house music e o Detroit techno) e influenciou indiretamente muitos outros gêneros e gravações individuais.